# NGC 4103
NGC 4103 је расејано звездано јато у сазвежђу Крст које се налази на NGC листи објеката дубоког неба.
Деклинација објекта је - 61° 15' 0" а ректасцензија 12h 6m 39,5s. Привидна величина (магнитуда) објекта NGC 4103 износи 7,4. NGC 4103 је још познат и под ознакама OCL 871, ESO 130-SC5.